# Džindići
Džindići är en ort i Bosnien och Hercegovina.   Den ligger i entiteten Federationen Bosnien och Hercegovina, i den sydöstra delen av landet, 50 km sydost om huvudstaden Sarajevo. Džindići ligger 374 meter över havet och antalet invånare är 142.
Terrängen runt Džindići är huvudsakligen kuperad. Džindići ligger nere i en dal. Närmaste större samhälle är Goražde, 7,6 km nordost om Džindići. 
I omgivningarna runt Džindići växer i huvudsak lövfällande lövskog. Runt Džindići är det ganska tätbefolkat, med 67 invånare per kvadratkilometer.